# Riđica
Riđica (srp. Риђица, mađ. Regőce, nje. Riedau, Legin i Rigitza) je naselje u Bačkoj u Vojvodini. Nalazi se u okolici grada Sombora.

## Zemljopisni položaj
Najsjevernije je selo u općini Sombor. Susjedna sela su Stanišić, Kruševlje i Rastina.

## Povijest
U selu se nalaze tragovi keltskog naseljavanja - utvrda. 
Najstariji pisani tragovi o ovom selu sežu do 1535., kada Riđicu bilježe kao posjed Katarine Orlović. Za vrijeme Turskog Carstva, Riđica bilježi srpske stanovnike. Nakon oslobađanja od Turaka, za vrijeme habsburške vlasti, u selo se doseljavaju Nijemci, Slovaci i Mađari. Budući da su bili nevladajući narod u ugarskom dijelu monarhije, a bili su izloženi intenzivnim asimilacijskim utjecajima, Slovaci su se mađarizirali. Nijemci su se iselili ili su iseljeni nakon Drugog svjetskog rata. Nakon 1945., kad se organizirala savezna kolonizacija Vojvodine 1945.-1948., u selo su doseljeni i Hrvati, njih oko 500. Odlukom Agrarnog savjeta, prvotno je trebalo u Riđicu doseliti 650 osoba (kasnije 670), i to iz Dalmacije, a na kraju je naseljeno oko 500 osoba. Uz Stanišić, Riđica je jedino mjesto u Vojvodini gdje su organizirano u većem broju doseljeni dalmatinski Hrvati (iz Sinja, Šibenika, Makarske, Imotskog, Korčule, Splita, Metkovića, Drniša i Zadra). Osim tih Hrvata, u Riđici su već prije živjeli i bunjevački Hrvati koji su bili podrijetlom iz Mađarske, iz sela Gare i Kaćmara.
Kroz 50 godina Jugoslavije se broj Hrvata smanjivao zbog ekonomskih migracija - seoba u gradove, inozemstvo, povratak u stari kraj, izjašnjavanjem kao Jugoslaveni, a onda je došlo vrijeme Miloševićeva režima.
Selo je pretrpilo etničko čišćenje za vrijeme srpske agresije na Hrvatsku.
Domaći Hrvati su bili izloženi nasilju i pritiscima velikosrpskih ekstremista. Za razliku od susjednih sela, u Riđici su istjerani skoro svi Hrvati.

## Stanovništvo
Nacionalni sastav po popisu 2002. je bio:
- Srbi = 2165 (83,59%)
- Mađari = 217 (8,38%)
- Jugoslaveni = 83 (3,21%)
- Hrvati = 63 (2,43%)
- ostali.

Naseljenost kroz povijest: 
- 1961.: 4291
- 1971.: 3663
- 1981.: 3186
- 1991.: 2806
- 2002.: 2590

## Poznate osobe
- Ivan Gundić Ćiso - Dalmata, akademski slikar i nastavnik likovnog[6]

## Šport
Športska društva i klubovi koji ovdje djeluju su:
- nogomet: Graničar
- rukomet: Dalmatinac

## Vanjske poveznice
- (srp.) Teror glasan, država nema Helsinški odbor za ljudska prava u Srbiji o etničkom čišćenju u Vojvodini
- (srp.) Info o Riđici
- Riđica  Arhivirana inačica izvorne stranice od 1. listopada 2007. (Wayback Machine)